# Azinheira dos Barros e São Mamede do Sádão
Die Gemeinde (Freguesia) Azinheira dos Barros e São Mamede do Sádão liegt in Portugal ca. 20 km landeinwärts von der Kreishauptstadt Grândola entfernt an der alten Landstraße IP1, welche Lissabon mit der Algarve verbindet. Die Gemeinde wurde erstmals 1513 schriftlich erwähnt und besteht aus den Ortschaften:

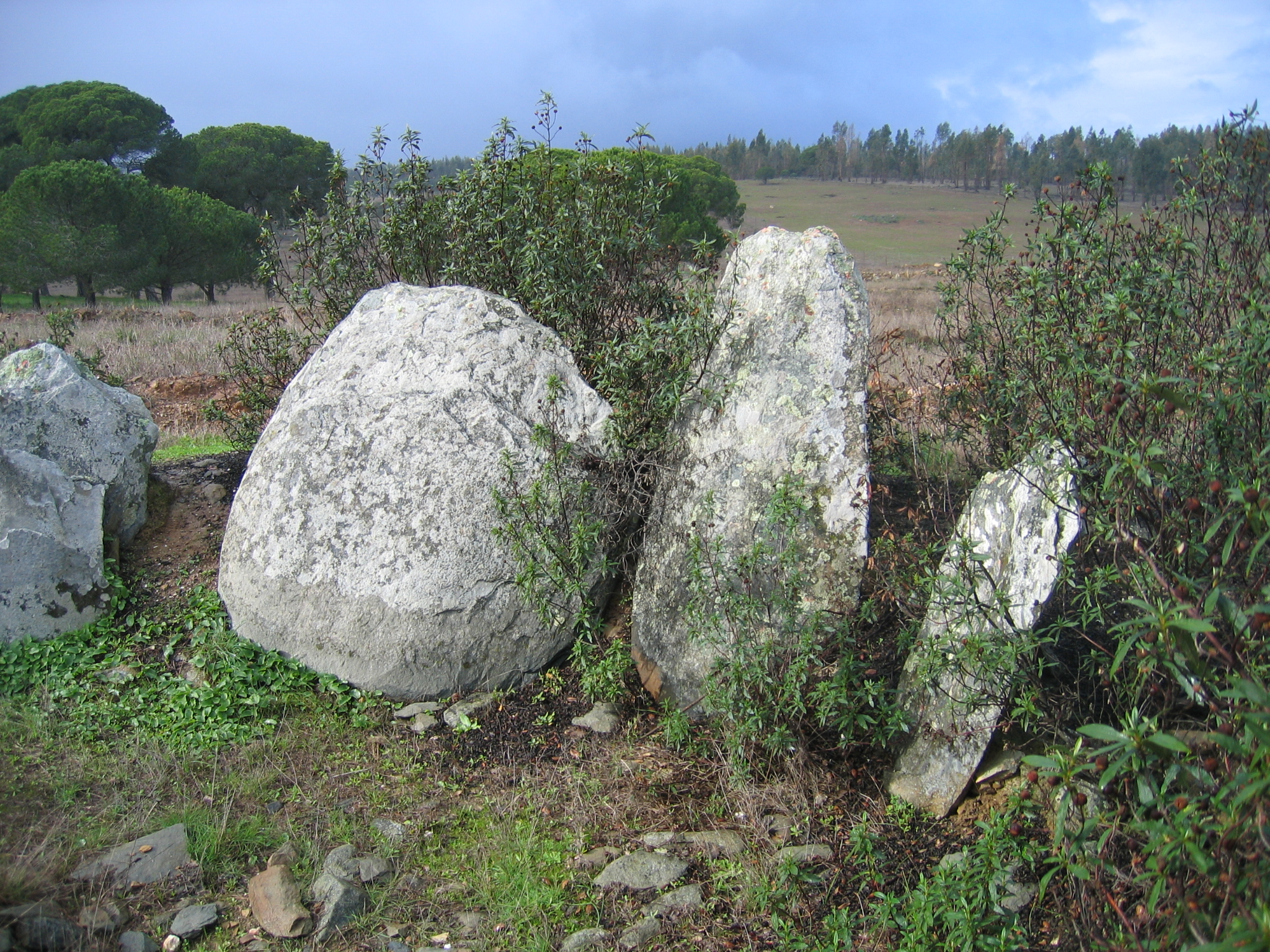
Megalithisches Monument bei Azinheira dos Barros - Monte das Boiças - Pata do Cavalo

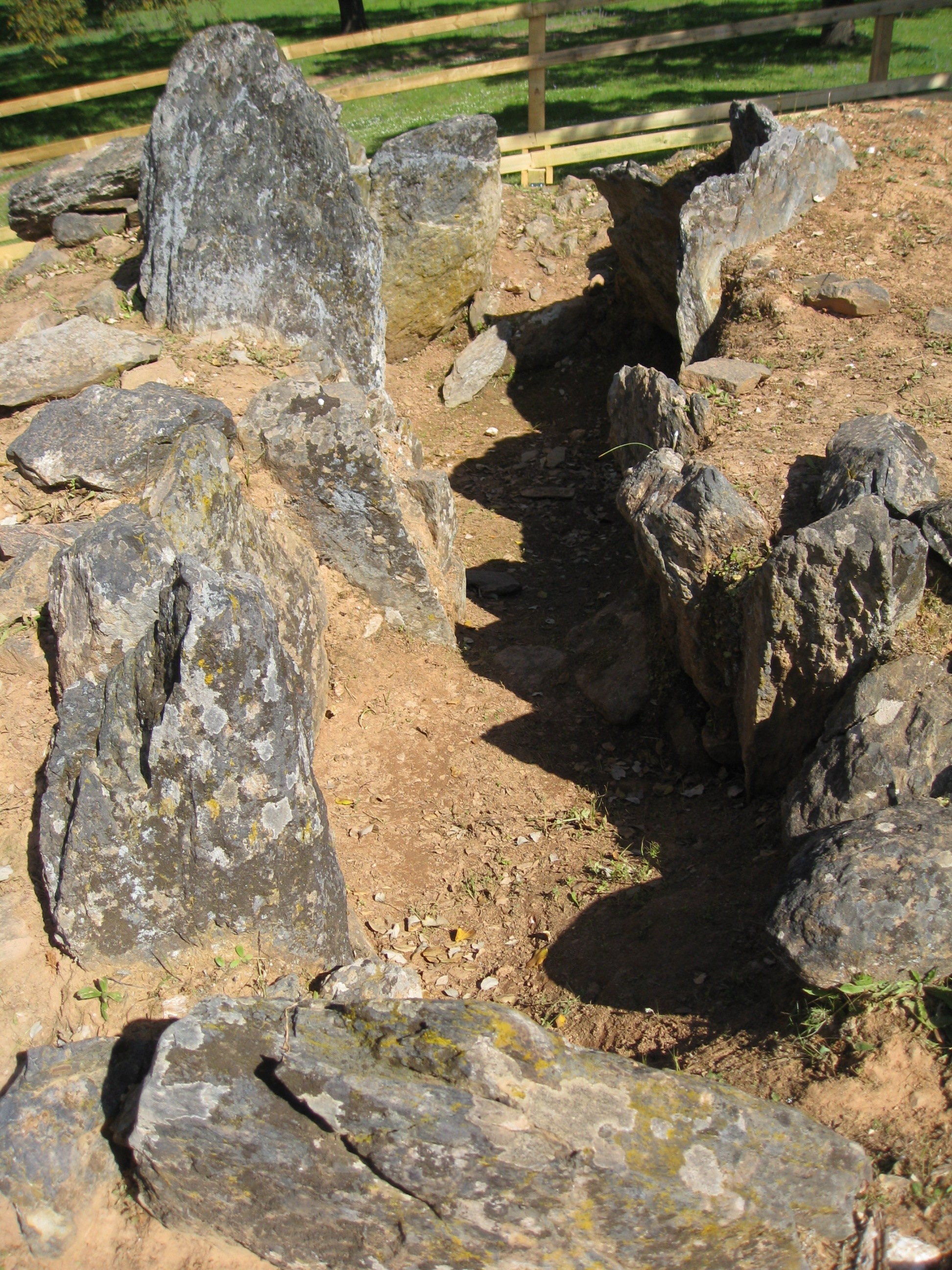
Megalithisches Monument in Monte do Lousal

- Lousal erlangte durch eine Pyritmine Bekanntheit. Die Mine, die vor 20 Jahren geschlossen wurde, ist heute ein Museum. Zusammen mit dem Komplex der Mine gibt es heute ein Restaurant und ein Hotel sowie ein lokales Zentrum für Handwerk und Kunstgegenstände.

- Azinheira dos Barros, früher Bairros, hat eine Fläche von 172,9 km² und 908 Einwohner (2001).[3]

## Geschichte
In der Freguesia von Azinheira dos Barros e São Mamede do Sádão befinden sich zwei der in Portugal in großer Zahl und oft gut erhaltenen keltischen Kultstätten und Megalithgräber, eine auf dem Hügel Monte das Boiças und eine auf dem Hügel Monte do Lousal.